# Физический институт Московского университета
Физический институт (1903—1922) — научный институт при физико-математическом факультете Московского университета.

## История

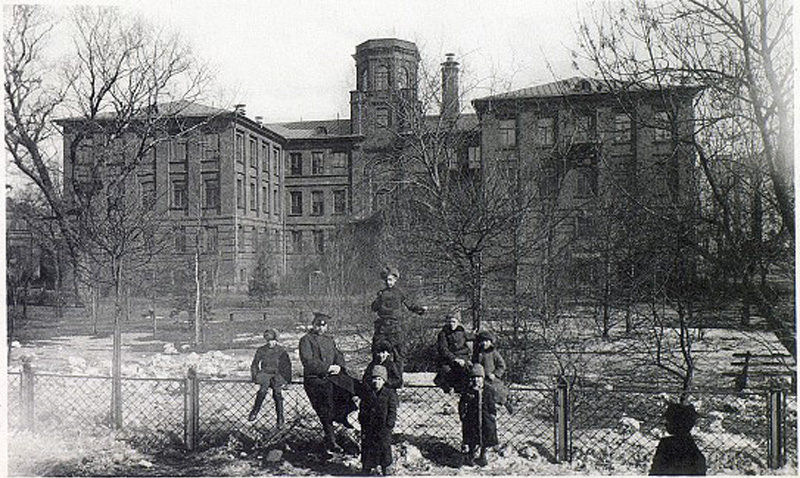
Здание Физического института Императорского Московского университета

Идея создания научного Физического института Московского университета при физико-математическом факультете университета принадлежала профессору А. Г. Столетову.
Открытие Физического института состоялось осенью 1903 года. С этого года в институте началось чтение лекций по физике, проводились научные исследования, а также экспериментальное обучение студентов физико-математического факультета Московского университета.
Проект строительства здания института был утверждён в 1897 году. В строительную комиссию входили профессора: Н. А. Умов (председатель), П. Н. Лебедев и А. П. Соколов. Согласно проекту институт должен был включать в себя большую аудиторию и кабинет с физическими приборами для проведения лекционных демонстраций. Предусматривалась аудитория меньших размеров для проведения лекций по теоретической физике и семинарских занятий, а также обширное помещение для общего физического практикума. Особое место отводилось для научных лабораторий. Строительство здания института было поручено архитектору К. М. Быковскому.
Здание Физического института Императорского Московского университета было построено в 1906 году. В новом здании института были организованы научные лаборатории профессоров П. Н. Лебедева, А. П. Соколова и Н. А. Умова, термохимическая лаборатория профессора В. Ф. Лугинина. В институте вели научную работу А. Р. Колли — по исследованию электромагнитных волн, А. И. Бачинский — по молекулярной физике, В. К. Аркадьев — по электромагнетизму.
В 1922 году на базе Физического института был открыт Научно-исследовательский институт физики и кристаллографии МГУ.
С 1950-х годов в здании Физического института располагается Институт радиотехники и электроники Академии наук.